# Tropidion festivum
Tropidion festivum är en skalbaggsart som först beskrevs av Martins 1962.  Tropidion festivum ingår i släktet Tropidion och familjen långhorningar. Inga underarter finns listade i Catalogue of Life.